# Velemyš
Velemyš rodu Phloeomys (dříve česky označované jako krysy) jsou největší hlodavci z čeledi myšovití (Muridae). Jsou to noční živočichové živící se rostlinnou potravou. Žijí v Asii na Filipínách ve větvích tropických deštných lesů. Vyskytují se zde ve dvou podobných, ale barevně zcela odlišných druzích.

## Výskyt
Velemyši rodu Phloeomys se vyskytují pouze na ostrově Luzon na Filipínách a na některých menších přilehlých ostrovech. Žijí v lesních oblastech od hladiny moře po vysoké hory.

## Taxonomie
Tento rod velemyší vytváří dva druhy:
- Phloeomys cumingi – velemyš největší – žijící v jihozápadní části Luzonu,
- Phloeomys pallidus – velemyš obláčková – obývající střední a severní část téhož ostrova.

### Historie
Zařazování těchto druhů a jejich celková taxonomie nebyla dříve jednotná. Schauenberg (1978) považoval jedince velemyši obláčkové jen za sezónně zbarvené jedince velemyši největší a rod Phloeomys řadil do samostatné čeledi Phloeomyidae. Taylor (1934) zase podle jediného exempláře ustavil nový rod Phloeomys elegans.
Novější taxonomie (Musser a Carleton 1993, Heaney 1992) to však neuznává. Považuje rod Phloeomys jen jako součást množiny rodů vyvíjejících se delší dobu na Filipínách (spolu s rody Apomys, Archboldomys, Batomys, Carpomys, Celaenomys, Crateromys, Crunomys, Chrotomys a Rhynchomys). Jedinec popsaný jako Phloeomys elegans, pocházející z neznámé lokality, je považován jen za varietu jednoho z výše popsaných rodů.

## Vzhled
Tyto velemyši jsou největšími zástupci podčeledi pravých myší (Murinae). Jejich hlava a tělo měří 280–485 mm, ocas 200–350 mm. Váží 1,5–2 kg.
Srst je spíše hrubší, polovzpřímená, tvořená směsí většího množství kratších a menšího množství delších chlupů. Oba druhy jsou rozdílně zbarveny. Obecně je horní část těla zbarvena hnědočerně se špinavě žlutým nebo červeným nádechem. Spodní část sestává z jednotlivých dlouhých chlupů s hnědou základnou a bílými konci, podsada je jednotná hnědavá. Velemyš obláčková má delší a hustší srst v porovnání s krysou největší. Krátké uši mají oba druhy černé, líce šedé a ocas hnědočerný.
Tyto velemyši mají velké zadní nohy s většími drápy, které jim pomáhají v životu ve větvích. Samice mají 4 mléčné žlázy.

## Způsob života
Velemyši rodu Phloeomys žijí skrytě ve větvích tropických deštných lesů, kde se pohybují pomalu, ale jistě. Nory si staví buď v podzemí, nebo v dutinách stromů. Jsou to noční živočichové. Není známo, čím přesně se živí v přírodě, ale v zajetí konzumují různou rostlinnou potravu, často ovoce.
Podle neúplných pozorování mohou být samice březí prakticky po celý rok, od ledna do května však méně často. Obvykle rodí jen jedno mládě. To nosí pod tělem na hrudi. V zajetí se dožívají až 13 let.
Oba druhy jsou domorodci loveny pro maso.

## Stupeň ohrožení
Podle výzkumů IUCN nejsou populace velemyši obláčkové zásadně ohroženy. Naproti tomu velemyš největší je ohrožena především lovem v souvislosti s úbytkem přirozeného životního prostředí a je proto zařazena mezi zranitelné druhy.

## Chov v zoo
Chov těchto druhů v zoo je poměrně vzácnou záležitostí. Po roce 2010 se však podařilo v Evropě vybudovat relativně stabilní základnu záložní populace, a to zejména díky českým zoo. Evropskou plemennou knihu pro oba druhy (velemyš největší i velemyš obláčkovou) vede Zoo Praha. Ta je zároveň vedle plzeňské a ostravské zoo jedinou v Evropě, kde je chována velemyš největší a zároveň kde jsou chovány oba dva druhy.